# Songp’yŏng
Songp’yŏng (kor. 송평구역, Songp'yŏng-guyŏk) – jedna z 7 dzielnic Ch’ŏngjinu, trzeciego pod względem liczby mieszkańców miasta Korei Północnej. Znajduje się w południowo-zachodniej części miasta. W 2008 roku liczyła 146 973 mieszkańców. Składa się z 13 osiedli (kor. dong) i 5 wsi (kor. ri).

## Historia
Jako samodzielna jednostka administracyjna dzielnica Songp’yŏng powstała w październiku 1960 roku z połączenia należących do miasta Ch’ŏngjin osiedli Songp'yŏng, Songhyang, Sabong, Kangdŏk, Wŏlp'o, Ryongho, Nongp'o, a także z należących do powiatu Puryŏng miejscowości Puryŏng oraz wsi Namsŏk, Songgok i Kŭndong. W 1970 roku dzielnica weszła w administracyjne granice Ch’ŏngjinu.

## Podział administracyjny dzielnicy
W skład dzielnicy wchodzą następujące jednostki administracyjne:
| Nazwa jednostki administracyjnej | Rodzaj jednostki administracyjnej | Chosŏn'gŭl | Hancha  |
| -------------------------------- | --------------------------------- | ---------- | ------- |
| Kangdŏk-1-dong                   | osiedle                           | 강덕1동    | 康德1洞 |
| Kangdŏk-2-dong                   | osiedle                           | 강덕2동    | 康德2洞 |
| Namp'o-dong                      | osiedle                           | 남포동     | 南浦洞  |
| Sabong-dong                      | osiedle                           | 사봉동     | 沙峯洞  |
| Sŏhang-1-dong                    | osiedle                           | 서항1동    | 西港1洞 |
| Sŏhang-2-dong                    | osiedle                           | 서항2동    | 西港2洞 |
| Songrim-dong                     | osiedle                           | 송림동     | 松林洞  |
| Songp'yŏng-dong                  | osiedle                           | 송평동     | 松坪洞  |
| Songhyang-dong                   | osiedle                           | 송향동     | 松鄕洞  |
| Susŏng-dong                      | osiedle                           | 수성동     | 輸城洞  |
| Ŭnjŏng-1-dong                    | osiedle                           | 은정1동    | 恩情1洞 |
| Ŭnjŏng-2-dong                    | osiedle                           | 은정2동    | 恩情2洞 |
| Jech'ŏl-dong                     | osiedle                           | 제철동     | 製鐵洞  |
| Kŭndong-ri                       | wieś                              | 근동리     | 芹洞里  |
| Namsŏk-ri                        | wieś                              | 남석리     | 南夕里  |
| Ryongho-ri                       | wieś                              | 룡호리     | 龍湖里  |
| Songgok-ri                       | wieś                              | 송곡리     | 松谷里  |
| Wŏlp'o-ri                        | wieś                              | 월포리     | 月浦里  |